# The Three Wise Men (film 1916)
The Three Wise Men è un cortometraggio muto del 1916 diretto da Colin Campbell

## Produzione
Il film fu prodotto dalla Selig Polyscope Company.

## Distribuzione
Distribuito dalla General Film Company, il film - un cortometraggio in tre bobine - uscì nelle sale cinematografiche statunitensi il 17 aprile 1916.